# Rusistika
Rusístika (rusko руси́стика) je kompleks znanstvenih ved o ruščini, ruski književnosti, ruski kulturi, ruskem narodu, ruski zgodovini. V splošnem se izraz rusistika po navadi nanaša na jezikoslovno rusistiko. Rusistika je kot jezikoslovna veda sestavni del slavistike in kot književna veda del literarne vede.
V rusistiko spada tudi sovjetologija.